# Votação quadrática

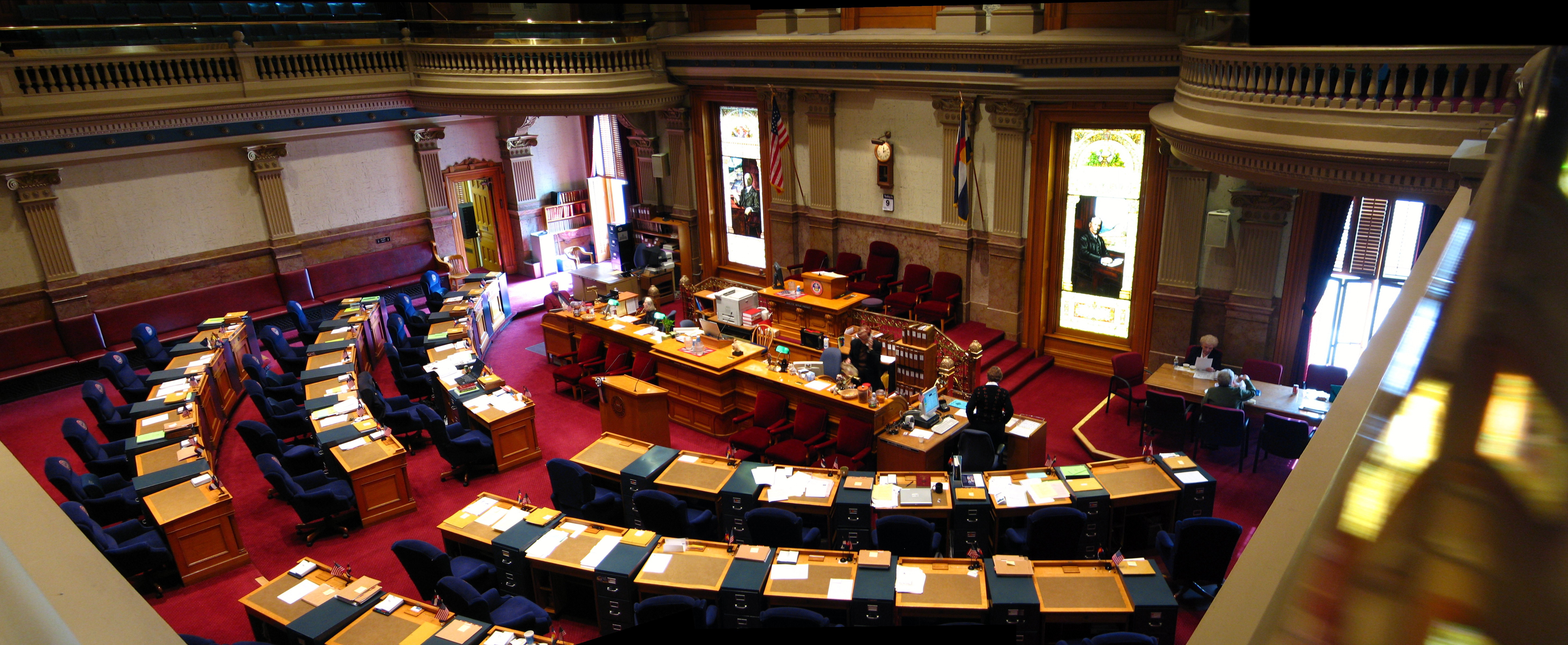
Dentro do edifício do Capitólio do Estado do Colorado, onde ocorreu o processo de votação quadrática

A votação quadrática é um procedimento de tomada de decisão coletiva que envolve indivíduos alocando votos para expressar o grau de suas preferências, ao invés de apenas a direção de suas preferências. Ao fazer isso, a votação quadrática ajuda a permitir que os usuários tratem de questões de paradoxo do votação e regra da maioria . A votação quadrática permite que os usuários "paguem" por votos adicionais em um determinado assunto para expressar com mais força seu apoio a determinadas questões, resultando em resultados de votação alinhados com o resultado com a maior disposição de pagar, em vez de apenas o resultado preferido pelo maioria, independentemente da intensidade das preferências individuais. O pagamento dos votos pode ser por meio de moedas artificiais ou reais (por exemplo, com tokens distribuídos igualmente entre os membros votantes ou com dinheiro real). A votação quadrática é uma variante da votação cumulativa na classe de votação cardinal. Ela difere da votação cumulativa por alterar a relação entre "o custo" e "o voto" de linear para quadrática.
A votação quadrática é baseada em princípios de mercado, em que cada eleitor recebe um orçamento de créditos de voto que eles têm as decisões pessoais e a delegação para gastar a fim de influenciar o resultado de uma série de decisões. Se um participante tiver um forte apoio a favor ou contra uma decisão específica, votos adicionais podem ser alocados para demonstrar proporcionalmente o apoio do eleitor. Uma regra de precificação de votos determina o custo de votos adicionais, com cada voto se tornando cada vez mais caro. Ao aumentar os custos de crédito do eleitor, isso demonstra o apoio e os interesses de um indivíduo em relação a uma decisão específica. Se for usado dinheiro, ele eventualmente será devolvido aos eleitores com base na taxa per capita. E Glen Weyl e Steven Lalley conduziram pesquisas em que afirmam demonstrar que esta política de tomada de decisões acelera a eficiência à medida que aumenta o número de eleitores. A fórmula simplificada de como a votação quadrática funciona é
custo para o eleitor = (número de votos)2.
| Número de votos | Custo do "crédito de voto" |
| --------------- | -------------------------- |
| 1               | 1                          |
| 2               | 4                          |
| 3               | 9                          |
| 4               | 16                         |
| 5               | 25                         |

A natureza quadrática da votação sugere que um eleitor pode usar seus votos de forma mais eficiente, distribuindo-os por vários assuntos. Por exemplo, um eleitor com um orçamento de 16 créditos de voto pode aplicar 1 crédito de voto a cada uma das 16 questões. No entanto, se o indivíduo tiver uma paixão ou sentimento mais forte sobre uma questão, ele poderia alocar 4 votos, ao custo de 16 créditos, para a questão singular, efetivamente usando todo o seu orçamento. Este mecanismo de votação demonstra que existe um grande incentivo para comprar e vender votos, ou para trocá-los. O uso desse sistema de votação anônima fornece proteção de identidade contra compra ou negociação de votos, uma vez que essas trocas não podem ser verificadas pelo comprador ou comerciante.

## Propriedades da votação quadrática

### Eficiência
A função de custo quadrática tem a propriedade única de que as pessoas compram votos de forma diretamente proporcional à força de suas preferências. Como resultado, o número total de votos para uma determinada questão é a soma da força das preferências das pessoas que votaram. Isso ocorre porque o custo marginal de cada voto adicional aumenta linearmente com o número de votos. Se o custo marginal aumenta menos do que linearmente em relação ao número de votos, então alguém que valoriza um voto duas vezes mais tenderá a comprar mais do que o dobro de votos, e o sistema estará predisposto ao domínio por grupos de interesses especiais com interesses fortes e concentrados. Um dólar-um-voto é o limite desse comportamento, em que o custo marginal de um voto é constante. Por outro lado, se a função de custo aumentar mais rapidamente do que um aumento linear, então o sistema estará predisposto à tirania da maioria, com o limite desse comportamento sendo uma pessoa-um-voto.[carece de fontes?]
Por outro lado, a regra da maioria com base no voto individual tem o potencial de levar a focar apenas nas políticas mais populares, de modo que não seria dada tanta importância para políticas menores. A maior proporção de eleitores que votam em uma política, mesmo com menos paixão, em comparação com a proporção minoritária de eleitores que têm preferências mais altas em um tópico menos popular, pode levar a uma redução do bem-estar agregado. Além disso, as estruturas complicadas da democracia contemporânea com autoverificação institucional (ou seja, federalismo, separação de poderes) continuarão a expandir suas políticas, de modo que o voto quadrático é responsável por corrigir quaisquer mudanças significativas nas políticas de uma pessoa, um voto.
No atual sistema de votação por maioria, cada pessoa recebe um voto, que pode ser atribuído a um determinado candidato em vez de outras opções potenciais. Vence o candidato que obtiver a maioria dos votos. Esse sistema tem uma desvantagem óbvia, que é que uma opção/candidato pode obter um pequeno número de votos e ainda assim vencer, desde que receba mais votos do que a próxima melhor opção. Isso pode criar insatisfação entre as pessoas, o que podemos ver está levando a uma desconfiança global e apatia pela democracia.

### Robustez
A robustez de um sistema de votação pode ser definida como a sensibilidade de um esquema de votação a um comportamento não ideal, seja ele dos eleitores ou de influências externas. Houve estudos sobre a robustez da votação quadrática (VQ) com respeito a várias não-idealidades, incluindo conluio entre eleitores, ataques externos ao processo de votação e irracionalidade dos eleitores. O conluio é possível na maioria dos esquemas de votação de uma forma ou de outra, e o que é fundamental é a sensibilidade do esquema de votação ao conluio. Foi demonstrado que a VQ exibe sensibilidade semelhante ao conluio como sistemas de uma pessoa-um-voto e é muito menos sensível ao conluio do que o VCG ou os mecanismos de Groves e Ledyard. Foram apresentadas propostas para tornar a VQ mais robusto no que diz respeito a conluio e ataques externos. Os efeitos da irracionalidade e de equívocos do eleitor nos resultados da VQ foram examinados criticamente por vários autores. Verificou-se que a VQ é menos sensível ao "efeito underdog" do que uma pessoa-um-voto. Quando a eleição está próxima, a VQ também se mostrou eficiente em face de uma série de desvios do comportamento perfeitamente racional, incluindo eleitores acreditando que os totais de votos são sinais em si mesmos, eleitores usando seus votos para se expressar pessoalmente e a crença do eleitor de que seus votos são mais essenciais do que realmente são. Embora tal comportamento irracional possa causar ineficiência em eleições mais apertadas, os ganhos de eficiência por meio da expressão de preferência são frequentemente suficientes para, no fim das contas, tornar a VQ benéfica em comparação com os sistemas de uma pessoa-um-voto. Alguns comportamentos distorcivos podem ocorrer para a VQ em pequenas populações devido ao fato de as pessoas criarem problemas para obter mais retorno para si mesmas, mas não se demonstrou que essa questão seja um problema prático para populações maiores. Como a VQ permite que as pessoas expressem suas preferências continuamente, foi proposto que a QV pode ser mais sensível do que 1p1v a movimentos sociais que incutem equívocos ou alteram o comportamento dos eleitores para longe da racionalidade de uma maneira coordenada.

## História da votação quadrática
Um dos primeiros modelos conhecidos de idealização da votação quadrática foi proposto por 3 cientistas: William Vickrey, Edward H. Clarke e Theodore Groves. Juntos, eles teorizaram o mecanismo Vickery-Clarke-Groves (mecanismo VCG). O objetivo desse mecanismo era encontrar o equilíbrio entre ser uma função transparente e de fácil compreensão, que o mercado pudesse entender, além de poder calcular e cobrar o preço específico de qualquer recurso. Esse equilíbrio poderia, então, teoricamente servir como motivação para os usuários não apenas declararem honestamente suas utilidades, mas também cobrar deles o preço correto. Essa teoria pode ser facilmente aplicada em um sistema de votação que permite que as pessoas votem ao mesmo tempo em que apresentam a intensidade de sua preferência. No entanto, assim como a maioria dos outros sistemas de votação propostos durante esse tempo, ele se provou ser muito difícil de entender, vulnerável a trapaça, equilíbrios fracos e outras deficiências pouco práticas. À medida que esse conceito continuou a se desenvolver, E. Glen Weyl, um pesquisador da Microsoft, fez descobertas ao aplicar o conceito à política democrática e à governança corporativa e cunhar a expressão votação quadrática. Várias organizações e comunidades se formaram para promover a adoção do voto quadrático simultaneamente com a continuidade de sua pesquisa acadêmica, incluindo Democracy Earth (uma plataforma online para votação quadrática), Collective Decision Engines (um aplicativo para facilitar a adoção da VQ) e RadicalxChange (uma comunidade dedicada a formas descentralizadas de sociedade e governança).

### Ideação na política democrática
A principal motivação de Weyl para criar um modelo de votação quadrática foi combater o resultado da 'tirania da maioria' que é um resultado direto do modelo de regra da maioria. Ele acreditava que os dois principais problemas do modelo de regra da maioria são que ele nem sempre promove o bem público e enfraquece a democracia. A maioria estável sempre foi sistematicamente beneficiada às custas diretas das minorias. Por outro lado, mesmo hipoteticamente, se a maioria não se concentrasse em um único grupo, a tirania da maioria ainda existiria porque um grupo social ainda seria explorado. Portanto, Weyl concluiu que este sistema de regra da maioria sempre causará dano social. Ele também acreditava que outra razão é que o sistema de regra da maioria enfraquece a democracia. Historicamente, para desencorajar a participação política das minorias, a maioria não hesita em estabelecer barreiras legais ou físicas. Como resultado, o sucesso de uma eleição temporária está causando o enfraquecimento das instituições democráticas em todo o mundo.
Para combater isso, Weyl desenvolveu o modelo de votação quadrática e sua aplicação à política democrática. O modelo teoricamente otimiza o bem-estar social, permitindo que todos tenham a chance de votar igualmente em uma proposta, bem como dando à minoria a oportunidade de comprar mais votos para nivelar o campo de jogo.

### Ideação em Governança Corporativa
A votação quadrática em governança corporativa visa otimizar os valores corporativos por meio do uso de um sistema de votação mais justo. Entre os problemas comuns da votação dos acionistas estão o bloqueio de políticas que podem beneficiar o valor corporativo, mas não beneficiam o valor do acionista, ou fazer com que a maioria geralmente vença a minoria. Essa má governança corporativa pode facilmente contribuir para crises financeiras prejudiciais.
Com o voto quadrático, não apenas os acionistas perdem seus direitos de voto, mas os funcionários corporativos podem comprar quantos votos quiserem e participar do processo eleitoral. Usando o modelo de votação quadrática, um voto seria $ 1, enquanto dois votos seriam $ 4 e assim por diante. O dinheiro arrecadado é transferido para a tesouraria, onde é distribuído aos acionistas. Para combater a fraude eleitoral, os votos são confidenciais e o conluio é ilegal. Com isso, não só se despoja o poder dos acionistas majoritários contra os minoritários, mas com a participação de todos, se garante que as políticas sejam feitas no melhor interesse da sociedade e não nos interesses dos acionistas.

## Críticas aos mecanismos de votação quadrática

### Pagamento
A objeção mais comum a VQ usando moeda real é que, embora ela selecione com eficiência o resultado pelo qual a população tem a maior disposição a pagar, a disposição a pagar não é diretamente proporcional à utilidade ganha pela população votante. Mais especificamente, os ricos podem comprar mais votos em relação ao resto da população. Isso distorceria os resultados da votação para favorecer os ricos em situações onde o voto é polarizado com base na riqueza. Embora os ricos tendo influência indevida nos processos de votação não seja uma característica exclusiva da VQ como processo de votação, o envolvimento direto de dinheiro no processo de votação fez com que muitos se preocupassem com esse método.
Várias propostas foram apresentadas para combater essa preocupação, sendo a mais popular a VQ com uma moeda artificial. Normalmente, a moeda artificial é distribuída de maneira uniforme, dando assim a cada indivíduo uma palavra igual, mas permitindo que os indivíduos alinhem com mais flexibilidade seu comportamento de voto com suas preferências. Embora muitos tenham se oposto à VQ com moeda real, houve uma aprovação bastante ampla da VQ com moeda artificial.
Outros métodos propostos para atenuar as objeções ao uso de dinheiro em votação quadrática com moeda real são:
- Para reduzir ou eliminar a representação desigual devido à riqueza, a VQ poderia ser acoplada a um esquema que retornasse as receitas do processo de VQ para os menos ricos. Um esquema deste tipo é proposto por Weyl e Posner,[2]
- Para situações em que as questões são polarizadas com base na riqueza, uma pessoa-um-voto pode ser uma alternativa melhor, dependendo de como os ganhos em eficiência da expressão de preferência se equilibram com as distorções devido à polarização da riqueza. O uso de VQ ou de "uma-pessoa-um-voto" pode ser determinado caso a caso,[9]
- Os votos poderiam ser tornados mais caros para eleitores ricos, seja para todas as questões, seja para questões polarizadas com base na riqueza.

A votação quadrática tem várias vantagens em comparação com os sistemas atuais de votação em nações democráticas. No entanto, não é um sistema perfeito. Ele tem certas desvantagens em sua estrutura que o tornam vulnerável a trapaças e conluios. Essa falta de resistência contra a trapaça pode torná-lo vulnerável a coisas como o ataque de Sybil. O conluio também é uma ameaça potencial ao sistema, na qual se pode contratar várias pessoas para votar em uma determinada questão. O voto quadrático também é fraco contra a polarização dos ricos, que podem comprar e depositar mais votos do que o eleitor médio.

### Ataques de Sybil
Uma das maiores fraquezas da votação quadrática é a falta de moderação ao lidar com trapaça. O termo específico usado para trapaças com votação quadrática é ataques de Sybil. Esses ataques usam Sybils, ou identidades falsas ou duplicadas, para influenciar as decisões orientadas para a comunidade para colocá-los a seu favor. Uma vez que um único voto tem o potencial de virar uma decisão de um grupo majoritário, a prevenção de ataques de Sybil é uma prioridade importante para garantir a segurança do voto quadrático. Com uma de suas prioridades sendo uma rede ponto a ponto aberta, um software de identificação anti-Sybil é um requisito para se implementar a votação quadrática de forma difundida.
Entre os caminhos possíveis de investigação futura estão a investigação de sistemas de prova de personalidade mais interseccionais que não são diretamente baseados em blockchain. Por exemplo, estender a Web of Trust para que tenha um protocolo que verifica a prova de identidades usando interações sociais permitiria a uma comunidade de usuários atribuir níveis correspondentes de confiança a diferentes candidatos em relação a outros. No entanto, isso exigiria um sistema totalmente descentralizado. Este protocolo da Web of Trust poderia até mesmo se expandir para permitir que os candidatos fornecessem prova de personalidade por meio de presença física, o que pode levar a grupos confiáveis que se transformam em comunidades. De modo geral, os ataques de sybil são a última etapa antes de abrir o caminho para movimentos e economias políticas baseados na internet e dirigidos pela comunidade.

## Aplicações

### Estados Unidos
Muitas áreas foram propostas para votação quadrática, incluindo governança corporativa no setor privado, alocação de orçamentos, análises de custo-benefício para bens públicos, pesquisas e dados de sentimento mais precisos e eleições e outras decisões democráticas.
A votação quadrática foi conduzida em um experimento pelo caucus democrata da Câmara dos Representantes do Colorado em abril de 2019. Os legisladores a utilizaram para decidir sobre suas prioridades legislativas para os próximos dois anos, selecionando entre 107 projetos de lei possíveis. Cada membro recebeu 100 tokens virtuais que lhes permitiriam colocar 9 votos em um projeto de lei (já que 81 tokens virtuais representavam 9 votos em um projeto) e 3 votos em outro projeto de lei [Isso perfaz 90 no total. O que houve com os outros 10?] ou 5 votos cada (25 tokens virtuais) em 4 projetos diferentes. No final, o vencedor foi o Projeto de Lei 85 do Senado, a Lei de Igualdade de Salário para Trabalhos Iguais, com 60 votos no total. A partir dessa demonstração de votação quadrática, nenhum deputado gastou todas as 100 fichas em um único projeto de lei, e houve delineamento entre os tópicos de discussão que eram os favoritos e os perdedores. A interface do computador e a estrutura sistemática foram fornecidas pelo Democracy Earth, que é uma plataforma de democracia líquida de código aberto para promover a transparência governamental.

### Taiwan
Taiwan teve 2 aplicações de votação quadrática até agora. O primeiro evento foi organizado pela RadicalxChange em Taipei, onde a votação quadrática foi usada para votar no Hackathon presidencial de Taiwan. Os projetos do Hackathon giravam em torno da 'Pluralidade Cooperativa' - o conceito de descobrir a riqueza da diversidade que é reprimida pela cooperação humana. Os juízes receberam 99 pontos com 1 voto custando 1 ponto e 2 votos custando 4 pontos e assim por diante. Isso interrompeu o efeito de acompanhamento e a decisão influenciada pelo grupo que aconteceu com os juízes nos anos anteriores. Este evento foi considerado uma aplicação bem-sucedida da votação quadrática.
Outra aplicação é a plataforma de e-democracia, Join, administrada pelo governo de Taiwan. Esta plataforma utiliza o sistema de votação quadrática para encorajar a participação pública em questões orçamentárias. Os cidadãos têm 99 pontos para atribuir às suas políticas preferidas usando o modelo de votação quadrática padrão. Com mais de 4 milhões de participantes ativos, qualquer pessoa pode iniciar uma petição eletrônica para uma determinada política. Quando ultrapassar 5.000 assinaturas, os setores governamentais correspondentes tratarão do problema questionado por meio de uma reunião colaborativa. Até agora, Taiwan realizou 40 reuniões colaborativas abrangendo tópicos de declaração de impostos, distribuição de recursos médicos ou manutenção ambiental em parques nacionais.

### Alemanha
Em Leipzig, na Alemanha, o Volt Alemanha - um partido pan-europeu - realizou o seu segundo congresso do partido e usou a votação quadrática para determinar os tópicos mais valiosos de seu manifesto partidário entre os membros. Em parceria com a Deora, a Leapdao, uma start-up de tecnologia, lançou seu software de votação quadrática que consiste em uma 'carteira queimadora'. Como o tempo era limitado e o ambiente era fechado, a 'burner wallet' com código QR funcionava como uma chave privada que permitia ao congresso acessar sua carteira pré-financiada e uma lista de todas as propostas na plataforma de votação. O evento foi considerado um sucesso porque gerou com sucesso uma lista de prioridades classificando os temas por importância.
A votação quadrática também permitiu aos pesquisadores analisar a distribuição dos eleitores. Por exemplo, o tópico da Educação mostrou um valor especialmente alto ou emocional para os eleitores, com a maioria decidindo dando 4 ou 9 créditos de voz (2 ou 3 votos) e uma minoria dando 25-49 créditos de voz (5 a 7 votos). Por outro lado, o tema economia renovada apresentou uma distribuição mais típica com a maioria dos eleitores não votando ou dando no máximo 9 créditos de voz (3 votos). Isso indica que há menos eleitores emocionalmente investidos nesta proposta, já que muitos deles nem mesmo gastaram fichas para votar nela.

## Financiamento quadrático
Vitalik Buterin, em colaboração com Zoë Hitzig e E. Glen Weyl, propôs o financiamento quadrático: uma forma de alocar a distribuição de fundos (por exemplo, do orçamento do governo, de uma fonte filantrópica ou coletados diretamente dos participantes) com base na votação quadrática, observando que tal mecanismo permite a produção ideal de bens públicos sem a necessidade de ser determinada por uma legislatura centralizada. Weyl argumenta que isso preenche uma lacuna com os mercados livres tradicionais - que encorajam a produção de bens e serviços para o benefício dos indivíduos, mas não conseguem criar resultados desejáveis para a sociedade como um todo - enquanto ainda se beneficiam da flexibilidade e diversidade dos mercados livres comparados a muitos programas governamentais.
A iniciativa Gitcoin Grants é uma das primeiras a adotar o financiamento quadrático. Porém, esta implementação difere do financiamento quadrático e carece da otimização de tal esquema. Liderada por Kevin Owocki, Scott Moore e Vivek Singh, a iniciativa distribuiu mais de $ 2.000.000 para projetos de desenvolvimento de software de código aberto no início de 2020.